# Wolf-Hendrik Beyer
Wolf-Hendrik Beyer (født 14. februar 1972 i Düsseldorf) er en tysk tidligere højdespringer. Hans personlige rekorder lyder på 2,33 m indendørs samt 2,38 m udendørs. Han har vundet flere tyske mesterskaber, og internationalt er hans bedste konkurrenceresultat en bronzemedalje fra indendørs-EM i Paris 1994